# Berengar I. (Lohra)
Berengar I. war der erste Graf von Lohra (zeitgenössisch Lare) in Nordthüringen.

## Leben
Berengar I. war der Sohn des Grafen Dietrich von Lindenbach und dessen Ehefrau Uta, Tochter des Grafen Ludwig des Bärtigen aus dem Geschlecht der Ludowinger. Seine mutmaßliche Schwester Adelheid stiftete 1127 das Kloster Walkenried. 1116 wurde Berengar als erster Graf von Lohra erwähnt, der zu diesem Zeitpunkt schon einen erwachsenen Sohn (Bludwig I.) hatte.